# International Gay and Lesbian Football Association
La International Gay and Lesbian Football Association (IGLFA) è la federazione internazionale di calcio dedicata a gay e lesbiche. Oltre a promuovere tornei internazionali organizzati da enti privati, come squadre e associazioni omosessuali, ogni anno organizza il campionato mondiale per gay, che nel 2009 si terrà a Washington dal 14 al 20 giugno. Il mondiale si disputa ogni anno, tranne quando si svolgono i Gay Games, in quel caso le due competizioni vengono accorpate. Gli ultimi Gay Games si sono tenuti a Colonia nel 2010.
L'IGLFA è membro effettivo della Federazione dei Gay Games.

## Fondazione
La IGLFA nasce nel 1980 quando a New York viene organizzato il primo torneo calcistico per omosessuali, ma i primi successi arrivano nel 1982 e nel 1986 quando contribuisce all'organizzazione dei Gay Games, l'equivalente delle olimpiadi classiche. Entrambe le edizioni si tengono a San Francisco e vedono la partecipazione di 4800 atleti divisi in 17 discipline. Tuttora la federazione si occupa di organizzare il torneo calcistico all'interno dei Gay Games.

## Scopo dell'associazione
L'obiettivo della IGLFA è quello di promuovere lo sport nella comunità gay e lesbica, ma soprattutto di far conoscere il mondo gay attraverso il gioco del calcio. I tornei della IGLFA sono infatti aperti sia a gay che etero proprio per favorire l'integrazione. Inoltre l'associazione cerca di far entrare in contatto tra di loro le squadre omosessuali sparse per il mondo.

## Squadre italiane
Le squadre affiliate alla IGLFA sono circa cinquanta, provenienti da ogni parte del mondo. Attualmente le squadre affiliate alla IGLFA sono la ICONS Calcio di Milano, la Mediolanum Godado e i KingKickers Italia anch'essi di Milano e lo Yellow Sport di Roma (che ha anche una squadra femminile). Altre realtà presenti sul suolo italiano sono i Black Angels, la Revolution Calcio di Firenze e la Boga Calcio di Bologna che sono soliti prendere parte a tornei promossi dalla federazione internazionale ma non sono ancora affiliati.

## Direttivo
- Presidente: Klaus Heusslein ( Italia)
- Co-Presidente: Joanie Evans ( Inghilterra)
- Vicepresidente: Jim Ensor ( Stati Uniti)
- Tesoriere: Paul Miller ( Svezia)
- Segretario: Dennis Fish ( Stati Uniti)
- Addetto stampa: Michael Pranikoff ( Stati Uniti)
- Direttore degli arbitri (Europa): Paul Miller ( Svezia)
- Direttore degli arbitri (North America): Kimberly Hadley ( Canada)
- Responsabile Europa: Per Bilstrup ( Danimarca)/Eric Amanazi ( Inghilterra)
- Responsabile Nord America: Corey Schor ( Stati Uniti)/Dennis Fish ( Stati Uniti)
- Responsabile Sud America: Walter Garcia ( Argentina) / Gustavo Schwindt ( Brasile)

## Albo d'oro mondiale maschile
- 1982 (San Francisco): San Francisco Spikes ( Stati Uniti)
- 1983: Non disputato
- 1984: Non disputato
- 1985: Non disputato
- 1986 (San Francisco): San Francisco Spikes ( Stati Uniti)
- 1987 (Denver): San Francisco Spikes ( Stati Uniti)
- 1988 (Seattle): San Francisco Spikes ( Stati Uniti)
- 1989 (Boston): San Francisco Spikes ( Stati Uniti)
- 1990 (Vancouver): Los Angeles Suns ( Stati Uniti)
- 1991 (Atlanta): San Francisco Spikes ( Stati Uniti)
- 1992 (New York): San Diego Sparks ( Stati Uniti)
- 1993 (Los Angeles): San Francisco Spikes ( Stati Uniti)
- 1994 (New York): Cream Team Cologne ( Germania)
- 1995 (Berlino): London Lions ( Inghilterra)
- 1996 (Dallas): German All-Stars ( Germania)
- 1997 (Washington): Los Angeles Suns ( Stati Uniti)
- 1998 (Amsterdam): Cream Team Cologne ( Germania)
- 1999 (Fort Lauderdale): Cream Team Cologne ( Germania)
- 2000 (Colonia): London Lions ( Inghilterra)
- 2001 (London): London Lions ( Inghilterra)
- 2002 (Sydney): London Lions ( Inghilterra)
- 2003 (Boston): Americas SC ( Stati Uniti)
- 2004 (San Francisco): Florida Storm ( Stati Uniti)
- 2005 (Copenaghen): Paris PAEC ( Francia)
- 2006 (Chicago): London Stonewall FC ( Inghilterra)
- 2007 (Buenos Aires): Los Dogos DAG ( Argentina)
- 2008 (Londra): London Stonewall FC ( Inghilterra)
- 2009 (Washington): London Stonewall FC ( Inghilterra)
- 2010 (Colonia): London Stonewall FC ( Inghilterra)
- 2011: Non disputato

## Albo d'oro mondiale femminile
- 1986 (San Francisco): Team San Francisco ( Stati Uniti)
- 1987: Non disputato
- 1988: Non disputato
- 1989 (Boston): Team Toronto ( Canada)
- 1990 (Vancouver): San Francisco Scotts ( Stati Uniti)
- 1991: Non disputato
- 1992 (New York): New York Electra ( Stati Uniti)
- 1993: Non disputato
- 1994 (New York): Colorado Beaver Trappers ( Stati Uniti)
- 1995 (Berlin): Team Frankfurt ( Germania)
- 1996: Non disputato
- 1997 (Washington): Stochastic Force ( Stati Uniti)
- 1998 (Amsterdam): Team Joost
- 1999 (Fort Lauderdale): Berlin Magic Pirates ( Germania)
- 2000 (Cologne): Towanda 2000 ( Stati Uniti)
- 2001 (London): Aztec Palma ( Inghilterra)
- 2002 (Sydney): Amhurst Aztecs  ( Inghilterra)
- 2003 (Boston): Boston Strikers ( Stati Uniti)
- 2004 (San Francisco): San Francisco Spykes ( Stati Uniti)
- 2005 (Copenaghen): Pan Fodbold and the Hilde Brand ( Danimarca)